# Teilarbeitslosengeld
Teilarbeitslosengeld erhält nach deutschem Recht, wer mehreren in der Arbeitslosenversicherung versicherungspflichtigen Tätigkeiten nachgeht und eine davon verliert. Die Voraussetzungen und die Berechnung der Höhe des Teilarbeitslosengeldes folgt der des Arbeitslosengeldes, wobei jedoch für die Berechnung lediglich die verlorene versicherungspflichtige Beschäftigung zugrunde zu legen ist (vgl. § 162 SGB III).